# Trochosa albifrons
Trochosa albifrons este o specie de păianjeni din genul Trochosa, familia Lycosidae. A fost descrisă pentru prima dată de Roewer, 1960.
Este endemică în Congo. Conform Catalogue of Life specia Trochosa albifrons nu are subspecii cunoscute.